# Zophopetes quaternata
Zophopetes quaternata is een vlinder uit de familie van de dikkopjes (Hesperiidae). De soort is voor het eerst wetenschappelijk beschreven als Pamphila quaternata door Paul Mabille in een publicatie uit 1876.

## Verspreiding
De soort komt voor in Senegal, Gambia, Guinea-Bissau, Guinee, Ivoorkust, Ghana, Benin, Nigeria, Kameroen, Congo-Kinshasa, Oeganda en Noordwest-Tanzania.

## Waardplanten
De rups leeft op soorten van het geslacht Phoenix (Arecaceae) waaronder Phoenix dactykifera en Phoenix reclinata.